# Amnesty International
Amnesty International (známá také jako Amnesty či AI) je apolitické a nezávislé hnutí, které monitoruje dodržování lidských práv po celém světě a vede kampaně proti jejich porušování. V současné době má přibližně 10 milionů členů, sympatizantů a dobrovolníků ve více než 150 zemích a regionech. Jako největší lidskoprávní hnutí na světě si zakládá na své nezávislosti, a to jak na vlivu vlád, politických stran, ekonomických subjektů, náboženství či ideologií. Amnesty na svou činnost nepřijímá finance od států nebo vlád a uplatňuje velmi přísné interní podmínky pro přijímání darů od firem. Naprostá většina příjmů pochází od pravidelných drobných dárců a dárkyň.  

## Profil
Při své práci provádí Amnesty monitoring stavu lidských práv v různých zemích světa, pořádá aktivity a kampaně zaměřené na prevenci a ukončení porušování lidských práv a usiluje o osvobození a podporu tzv. vězňů svědomí. 
Vize, principy a poslání Amnesty vycházejí z Všeobecné deklarace lidských práv, podle které každý člověk získává narozením univerzální a nezcizitelná práva. Kromě toho hnutí usiluje také o dodržování práv vycházejících z Mezinárodního paktu o občanských a politických právech, Mezinárodního paktu o hospodářských, sociálních a kulturních právech, Úmluvy o ochraně lidských práv a základních svobod, Úmluvy o právech dítěte a Úmluvy o právním postavení uprchlíků.  
Amnesty si vytyčila zásadu nestrannosti, objektivnosti a nezávislosti na jakékoli vládě, politické ideologii, ekonomickém zájmu či náboženství. Zaměřuje se výhradně na ochranu lidských práv. Na svou činnost nezískává finanční prostředky od vlád nebo států a přijímání darů od jiných subjektů je možné jen za dodržení striktních interních pravidel.   
Kampaně a akce Amnesty vycházejí z jejích vlastních nezávislých šetření, v rámci kterých se shromažďují a ověřují informace od velkého množství zdrojů. Hnutí také vysílá své výzkumníky přímo do zemí porušujících lidská práva. Výzkumy Amnesty často citují média nebo jiné státní i nevládní organizace.  
Hnutí se rovněž podílelo na vzniku některých důležitých lidskoprávních dokumentů, například Úmluvě proti mučení a jinému krutému, nelidskému či ponižujícímu zacházení nebo trestání z roku 1984, která byla podepsána většinou zemí světa.  
V současné době má Amnesty 10 milionů členů, podporovatelů a pravidelných přispěvatelů z více než 150 zemí a regionů světa. Za svou činnost dostala organizace Nobelovu cenu míru a Cenu OSN na poli lidských práv.

## Historie
Počátky hnutí Amnesty International sahají do roku 1961. Britský právník Peter Benenson tehdy nesouhlasil s tím, kolik lidí je po celém světě vězněno nebo pronásledováno za své názory. Zveřejnil proto článek Zapomenutí vězni, který později vyšel v týdeníku The Observer a následně byl otištěn v dalších novinách po celém světě. V něm Benenson žádal čtenáře, aby psali a posílali dopisy vyjadřující podporu lidem uvězněným a mučeným kvůli jejich přesvědčení, vyznání či politickým postojům. Článek informoval specificky o šesti vězních svědomí, mezi kterými byl i český arcibiskup Josef Beran.  
Výsledkem Benensonovy výzvy byla akce Appeal for Amnesty (1961), která mobilizovala velkou část veřejnosti. Z krátkého apelu se záhy stalo mezinárodní hnutí, které usilovalo o ochranu těch, kteří byli uvězněni za nenásilné vyjadřování svých názorů. V různých zemích se zformovaly skupiny pisatelů dopisů na obranu obětí bezpráví a během prvního roku začala nová organizace pracovat na 210 případech.
Členská základna organizace rychle rostla (15 000 členů v roce 1969, 200 000 členů v roce 1979), což Amnesty umožnilo práci na dalších lidskoprávních tématech. V roce 1977 dostala organizace Nobelovu cenu míru.   
Časem se začalo hnutí dostávat do konfliktu s některými vládami. Podle Sovětského svazu vedla Amnesty špionáž, v Argentině byla v roce 1983 zakázána její výroční zpráva a v komunistickém Československu byla vnímána jako západní buržoazní organizace.
V roce 2025 byla Amnesty International v Rusku prohlášena za nežádoucí organizaci.

### Postoje k izraelsko-palestinskému konfliktu
V únoru 2022 Amnesty International obvinila Izrael ze spáchání zločinu apartheidu proti Palestincům a připojila se k dalším organizacím pro lidská práva, které dříve Izrael obvinily ze zločinu proti lidskosti. V roce 2021 organizace Human Rights Watch a Be-celem obvinily Izrael z apartheidu za jeho zacházení s Palestinci na okupovaných územích. Zpráva Amnesty International uvedla, že Izrael udržuje „institucionalizovaný režim útlaku a nadvlády nad palestinským obyvatelstvem ve prospěch židovských Izraelců“. Izraelské ministerstvo zahraničí uvedlo, že Amnesty International šíří „lži, nesrovnalosti a nepodložená tvrzení, která pocházejí od známých protiizraelských nenávistných organizací“. Palestinské ministerstvo zahraničí označilo zprávu za „podrobné potvrzení kruté reality zakořeněného rasismu, vyloučení, útlaku, kolonialismu, apartheidu a pokusů o vymazání, které palestinský lid zažil“.
V prosinci 2024 dospěla Amnesty International k závěru, že Izrael se ve své válce proti palestinským militantům během války v Pásmu Gazy dopouští genocidy. V lednu 2025 Amnesty International pozastavila činnost Amnesty International Israel kvůli „důkazům o endemickém protipalestinském rasismu v rámci AI Izrael“ v rámci místní pobočky a kvůli tomu, že nepřijala závěry zpráv Amnesty International o izraelském apartheidu a obvinění z genocidy Palestinců v Gaze. Pozastavení má trvat dva roky, dokud revizní komise nerozhodne, zda izraelskou pobočku obnoví, nebo ji trvale zakáže.

## Organizační struktura
Mezinárodní rada (International Council) se skládá z členů mezinárodního výkonného výboru a zástupců sekcí (poboček Amnesty v jednotlivých zemích). Hlasovací právo mají jen zástupci sekcí. 
Mezinárodní výkonný výbor (International Executive Committee) má 9 členů, z toho 8 členů volených mezinárodní radou a jednoho člena, kterého volí zaměstnanci mezinárodního sekretariátu. Mezinárodní výkonný výbor se setkává nejméně dvakrát ročně.  
Mezinárodní sekretariát (International Secretariat), který sídlí v Londýně. V jeho čele stojí generální tajemník jmenovaný mezinárodním výkonným výborem. Jeho úkolem je řídit zaměstnance a implementovat rozhodnutí mezinárodní rady.  
Sekce jsou pobočky AMNESTY v rámci zemí.  
Základem organizační struktury Amnesty jsou její členky a členové.

## Amnesty International v ČR
Jednou z prvních výzkumných misí Amnesty International byla mise do Československa, kdy Sean MacBride v únoru 1962 navštívil Prahu, aby zjistil podrobnosti o případu arcibiskupa Berana a několika dalších politických vězňů.   
Do roku 1989 nemohla organizace svou činnost na území Československa oficiálně vykonávat. Aktivity Amnesty k dodržování lidských práv Československu tak probíhaly zejména ze zahraničí, kdy ostatní sekce označily jako vězně svědomí na 400 lidí, psaly dopisy na jejich podporu nebo realizovaly tzv. urgentní apely.   
Mezi vězně svědomí patřili lidé z disentu, signatáři Charty 77 nebo třeba členové VONS. Nejznámějšími z nich byli Václav Havel, Jiřina Šiklová, Ivan Martin Jirous či Anna Šabatová (kompletní seznam níže).
Amnesty vyslala své pozorovatele i k několika soudním procesům, například se skupinou Plastic People of the Universe nebo členy VONS. Pozorovatelé byli sledování StB a v mnoha případech jim byla znemožněna i přímá účast u soudu. V roce 1977 zavedla StB na Amnesty objektový svazek.    
První setkání zájemců o činnost Amnesty International v Česku se odehrálo již 18. 5. 1990 v hotelu Savarin v Praze. Účastnili se ho zahraničních zástupci Amnesty, disidenti, bývalí političtí vězni a další sympatizanti organizace. První oficiální valná hromada proběhla na univerzitě v Brně v říjnu 1991. Tím bylo založeno i oficiální sdružení Amnesty International v ČSFR.  
O rok později 12. 10. 1992 byla zřízena kancelář, která sídlila v Palackého ulici č. 9. Setkávali se v ní dobrovolníci, aktivisté i disidenti, kteří pomáhali s činností Amnesty nebo informovali o dění ve státech, kde byla lidská práva porušována.  
V současnosti koordinuje Amnesty pětičlenná Správní rada v čele s předsedou nebo předsedkyní. Správní rada je složena z volených zástupců a instruuje kancelář, ve které dnes pracuje zhruba 15 zaměstnanců a desítky dobrovolníků a dobrovolnic. Kancelář české Amnesty se nachází na adrese: Amnesty International ČR, z.s., Seifertova 455/17, 130 00 Praha 3-Žižkov.

### Kampaně české pobočky Amnesty International
Základní témata a kampaně, na kterých česká Amnesty pracuje, jsou:
- Svoboda slova a vězni svědomí
- Zbraně pod kontrolou
- Práva LGBTI+  lidí
- Zastavte mučení
- Stop trestu smrti
- Maraton psaní dopisů
- Lidskoprávní vzdělávání
- Práva žen
- Lidská práva v Polsku a Maďarsku
- Migrace a uprchlíci
- Diskriminace

## Metody práce
Amnesty dodnes využívá podobné metody práce jako při svém vzniku. Pravidelně vydává tzv. urgentní akce, kterými vyzývá veřejnost k podpisu petice (následně zaslané odpovědným představitelům) a další podpoře konkrétní nespravedlivě stíhané osoby nebo skupiny. Každý rok se Amnesty zabývá stovkami obětí bezpráví. Částečného zlepšení situace odsouzeného, nebo dokonce úplného ukončení trestu se podaří dosáhnout přibližně u třetiny všech případů. 
Hnutí také publikuje nestranné zprávy a reporty o stavu lidských práv. Ty jsou zpracovávány na základě rozhovorů s oběťmi bezpráví, komunikace s úřady, účasti na soudních přelíčeních, práce s lidskoprávními aktivisty nebo monitorování médií. 
Amnesty dále pořádá kampaně, které usilují o mobilizaci veřejnosti a zvýšení povědomí o vybrané lidskoprávní problematice v delším časovém horizontu. Rozsáhlou činnost hnutí umožňuje mimo jiné jeho široká členská základna.

## Lidskoprávní vzdělávání
Amnesty International se lidskoprávnímu vzdělávání (Human Rights Education) věnuje už desítky let. Jeho cílem je budování celosvětové kultury založené na lidských právech. Za tímto účelem se hnutí snaží zajistit přístup k dostupnému a kvalitnímu lidskoprávnímu vzdělávání všem bez rozdílu. Usiluje také o to, aby svá práva každý jedinec znal a uměl si je vymoci.  
Hnutí dlouhodobě vzdělává a pracuje s jednotlivci, obránci lidských práv, komunitami, žáky a mladými lidmi ve formálním i neformálním vzdělávání. Posiluje jejich kapacity rozumět lidským právům a postavit se efektivně proti jejich porušování.   
Zároveň též školí úředníky, policisty, právníky, politiky, pedagogy, novináře a další profese, u kterých zvyšuje porozumění lidskoprávním aspektů jejich práce s vědomím mezinárodních závazků státu v oblasti lidských práv a svobod.   
Amnesty také provozuje Human Rights Academy, jednu z největších e-learningových platforem lidskoprávního vzdělávání na světě (https://academy.amnesty.org), která je dostupná i v češtině.  
Česká pobočka Amnesty se vzdělávání věnuje od 90. let, kdy s podporou MŠMT vytvořila jednu z prvních metodických příruček pro výchovu k lidským právům pro školy v Česku.   
Od té doby organizuje prezenční i dálkové workshopy pro studenty základních, středních a vysokých škol, vytváří tematické příručky a manuály pro pedagogy, organizuje semináře pro učitele a vyvíjí vlastní mobilní aplikace a e-learningové kurzy. Věnuje se tématům občanských, politických, sociálních a ekonomických lidských práv, mučení, diskriminace, sexuálního násilí, uprchlictví a bezdomovectví. Od roku 2013 pro školy i veřejnost také pořádá tzv. Živé knihovny, kterých česká Amnesty uspořádala přes 400.  

## Kritika
Kritiku vyvolala v roce 2007 přijatá politika Amnesty International, která se týká některých aspektů problematiky interrupcí. AI k tomu uvedla, že "AI nehájí potraty, ale právo žen beze strachu, hrozeb a nátlaku řešit problémy vystávající ze znásilnění nebo jiného porušování lidských práv." Amnesty International zdůvodňuje svoje rozhodnutí stigmatizací žen po znásilnění umocněnou následným těhotenstvím. Kritériem pro podporu umělého přerušení těhotenství je rovněž těhotenství, které ohrožuje zdraví ženy.
Dle názorů některých je zabití nenarozeného dítěte ztotožněno s "vyřešením problému" a Amnesty International provádí aktivní propotratový lobbing. Pro některé křesťany je kvůli tomu podpora Amnesty International vyloučena. Papežská rada pro spravedlnost a mír vyzvala v reakci na novou výše zmíněnou politiku AI všechny katolíky, aby ji přestali finančně podporovat. Řada představitelů a orgánů katolické církve podpořila toto stanovisko výslovným prohlášením, že podpora Amnesty international již není slučitelná s katolickou vírou (např. kardinál Martino či Australská biskupská konference ).
Anthony Browne ve své knize Úprk rozumu o Amnesty International napsal, že se ze zasloužilého bojovníka za práva politických vězňů po celém světě na organizaci, která se vzdálila svým původním principům a neúnavně agituje proti všem západním vládám. Piotr Skwieciński označil v komentáři věnujícím se procesu s Pussy Riot AI za organizaci, která kdysi chránila politické vězně, ale nyní dala přednost prosazování kulturní revoluce.
Kritiku vyvolává též postoj Amnesty International k Izraeli a Palestině, jelikož pro popis situace v Izraeli často používá slova jako apartheid a Izrael obviňuje z upírání práv Palestincům.

## Umění a Amnesty
V červnu 1986 se v USA konalo jménem Amnesty šest benefičních koncertů. Jejich cílem bylo zvýšit povědomí o lidských právech a práci Amnesty u příležitosti jejího 25. výročí. U2, Sting a Bryan Adams patřili mezi hlavní hvězdy koncertů. Vystoupili ale také Peter Gabriel, Lou Reed, Joan Baez nebo The Neville Brothers. Na posledních třech koncertech společně hrála i skupina The Police. 
Účinkující adresovali problematiku lidských práv a lidské důstojnosti, ať už na tiskových konferencích a souvisejících akcích nebo prostřednictvím hudby na samotných koncertech. Byly to první ze série koncertů, které jsou dodnes známé jako Human Rights Concerts.  
The Struggle Continues... byl posledním z Human Rights Concerts a odehrál se 10. prosince 1998 u příležitosti 50. výročí podepsání Všeobecné deklarace lidských práv na stejném místě, kde byla v Paříži v roce 1948 podepsána.  
Na koncertě vystoupili Radiohead, Asian Dub Foundation, Bruce Springsteen, Tracey Chapman, Alanis Morissette, Youssou N'Dour a Peter Gabriel. To vše za účasti dalajlamy a mezinárodně známých lidskoprávních aktivistů.  
V roce 2007 odstartovala Amnesty kampaň Make some noise založenou na písních Johna Lennona. Práva ke všem písním bývalého člena The Beatles darovala Amnesty Yoko Ono. Jedním z úspěchů kampaně bylo vydání alba Instant Karma: The Amnesty International Campaign to Save Darfur, na kterém se podíleli U2, R.E.M., Lenny Kravitz, Avril Lavigne, Green Day nebo Black Eyed Peas.

## Jiné
- Růže Amnesty International – vyšlechtěna v roce 2015 ve Francii.

## Vězni a vězeňkyně svědomí Amnesty v ČSSR
Do roku 1989 uspořádala Amnesty petiční urgentní akce na podporu zhruba 400 lidí. Mezi nimi byli například   
Josef Adámek, Jiří Andreska, Michael Bahner, Josef Bárta, Rudolf Battěk, Pavel Bazdo, Otta Bednářová, Jarmila Bělíková, Dr. Václav Benda, Stanislav Beneš, Dr. Josef Beneš – Lodl, Václav Milan Beran, Rolf Berger, Edmund Blaschko, Jiří Boháč, Bronislav Borovský, Jaroslav Brázda, Aleš Březina, Josef Brychta, Pavel Büchler, Jan Burian, Dr. Ján Čarnogurský, Petr Cibulka, Vítězslav Čermák, Albert Černý, Miloslav Černý, Zbyněk Čeřovský, Zdeněk Červeňák, Jitka Daňhelová, Milan Daniel, Dr. Josef Danisz, Viktor Dedera, Ivan Dejmal, Stanislav Devátý, Jiří Dientsbier, Antonín Dobner, Adrian Dobrovodský, Svatopluk Doležal, Josef Dolista, Miloš Drda, Vlastimil Drda, Pavel Dudr, Jaroslav Duka, Miklós Duray, Jan Dus, Jaroslav Dvořák, Helena Eretová, Jiří Fajmon, Drahomíra Fajtlová, Milan Frič, Vladimír Fučík, Alois Gabaj, Tomáš Gavlas, Petr Geffert, Werner Gengenbach, Stefan Gerboc, Berhard Gläser, Robert Gombík, Helena Gondová, Viktor Groh, Josef Grohman, Jiří Gruntorád, Jiří Gruša, Emil Hauptman, Petr Hauptmann, Václav Havel, Karel Havelka, Josef Hegr, Josef Hejlek, Dalibor Helštýn, Milan Hendrich. Otec Radim Hložánka, Georg Hohl, Michal Holeček, Ivana Holotová, Jaroslav Honzírek, Pavel Horák, Lenka Horáková, Jaromír Hořec, František Hrabal, Jan Hrabina, Milan Hübl, Karel Hübsch, Vladimír Hučín, Čestmír Huňát, Michal Hýbek, Libor Chloupek, Jiří Chmel, Heřman Chromý, Zdeněk Churaň, Jaroslav Jáchym, Cyril Bystřík Janík, Jaroslav Jaroš, Karel Jaroš, Jaroslav Javorský, Štefan Javorský, Otec Štefan Javorský, Jiří Jelínek, Ivan M. Jirous, Ján Juhaščík, Ivo Jureček, František Jurečka, Josef Kajnek, Edward Kalinowsky, Roland Kaltenbach, Walter Kania, Ivo Kantoš, Eva Kantůrková, Jiří Kaplan, Zdeněk Kašťák, Peter Keleti, Jan Keller, Michael Keller, Josef Klier, Krystyna Kluska, Tadeusz Kobrzynski, Vladan Kočí, Ernest Kolcun, Andrzej Kolodziej, Vladimir Komada, Tomáš Konc, Michal Kopal, Dr. Milan Kopřiva, Karel a Jindřiška Kořínkovi, Maria Kotrisová, Vladimír Kouřil, Jan Kozák, Petr Kozánek, Dr. Jaroslav Krejčí, Tomáš Křivánek, Pavel Křivka, Dr. Ing. Karel Kritz, Jan Krumpholc, Bohumír Kuba, František Inocenc Kubíček, Dr. Milan Kudla, Dr. Miroslav Kusý, Květoslava Kuželová, Štefan Kvič, Karel Kynčl, Pavel Landovský, Vladimír Laštůvka, Jiří Lederer, Pavel Lhota, Vladimír Liberda, Ladislav Lis, Jaromír Litera, Jan Litomiský, František Lízna, Miloslav Lojek, Ivan Macek, Aleš Macháček, Václav Malý, Ivan Maňásek, Lenka Marečková, Vlastimil Marek, Josef Martínek, Hana Marvanová, René Matoušek, František Matula, František Maxera, Robert Merganz, Dr. Jaroslav Mezník, Juraj Milenka, Ján Mlynárik, Ervín Motl, Daniel Mráz, Michal Mrtvý, Jiří Müller, Dr. Matthias von Mülmann, Dr. Pavel Muraško, Augustin Navrátil, Pavel Nauman, Julius Nejedlý, Dana Němcová, Jaromír Němec, Dr. Jiří Němec, Václav Neťuka, Helga Neukirchner, Miluna Nitschneiderová, František Novajovský, Pavel Novák, Václav Novotný, Miroslav Nový, Milan Oboda, Petr Obšil, Ota Ornest, Petr Ouda, Josef Ouroda, Jiří Panáček, Renata Pananová, Danuše Partlová, Ladislav Paulovics, František Pavlíček, Jan Pavlíček, Antonín Pernický, Dr. Antonín Petrasek, Jana Petrová (Marková), Mirek Petrů, Tomáš Petřivý, Stanislav Pitaš, František Pitor, Peter Plach, Štefan Podolínský, Peter Pohl, Zdeněk Pokorný, Ivan Polanský, František (Michal) Pometlo, Jaroslav Popelka, Petr Pospíchal, Getruda Pospíšilová, Dr. Zdeněk Přikryl, Jan Princ, Václav Procházka, Vladislav Rakay, Jiří Rataj, Adolf Rázek, Zdeněk Reitz, Marek Roháček, Josef Römer, Günther Rompf, Pavel Roubal, Peter Ručka, Jan Ruml, Jiří Ruml, Dr. Antonín Rusek, Prof. Jaroslav Šabata, Gejza Šándor, Petr Šantora, Dr. Jaromír Šavrda, Jiřina Šiklová, Zdeněk Sila, Milan Šilhán, Milan Šimečka, Jan Šimsa, Jan Šinágl, Drahomíra Šinoglová, Dušan Skála, Pavel Skála, Miroslav Skalický, Josef Skalník, Pavel Škoda, Petr Škuta, Rudolf Šmahel, Anton Šmíd, Rudolf Sabanoš, Karel Soukup, Václav Soukup, Věra Spáčilová, Karel Srp, Dr. Vladimír Staněk, František Stárek, Dr. Jaroslav Studený, Jan Šubrt, Jaroslav Švestka, Ivanovna Syrovátková, Dr. Jan Tesař, Vlastimila Tesařová, Zdeněk Těšínský, Jiří Tichý, Oldřich Tomek, Jindřich Tomeš, Daniel Topič, Jitka Tůmová, Petr Uhl, Václav Umlauf, Eduard Vacek, Vojtěch Vala, Ján Vecan, Otakar Veverka, Jiljí Vitouš, Jiří Veselý, Stanislav Vlasák, Gustav Vlasatý, Josef Vicek, Alexandr Vondra, Jaroslav Vozniak, Luboš Vydra, Milan Vyhnálek, Jiří Wolf, Jiří Wonka, Pavel Wonka, Jan Wünsch, Josef Wünsch, Fridolín Zahradník, Marián Zajíček, Pavel Zajíček, Rudolf Zeman, Anton Zlatohlavý, Jan Zmatlík  
… a řada dalších.

## Generální tajemníci
Generální tajemníci Amnesty International:
- Peter Benenson, 1961–1966
- Eric Baker, 1966–1968
- Martin Ennals, 1968–1980
- Thomas Hammarberg, 1980–1986
- Ian Martin, 1986–1992
- Pierre Sané, 1992–2001
- Irene Khan, 2001–2010
- Salil Shetty, 2010–2018
- Kumi Namnestydoo, 2018–2020
- Agnès Callamardová, 2021 – současnost